# Synactia parvula
Synactia parvula är en tvåvingeart som först beskrevs av Camillo Rondani 1861.  Synactia parvula ingår i släktet Synactia och familjen parasitflugor. Inga underarter finns listade i Catalogue of Life.